# Bitomus makarkini
Bitomus makarkini är en stekelart som beskrevs av Vladimir Ivanovich Tobias 1998. Bitomus makarkini ingår i släktet Bitomus och familjen bracksteklar. Inga underarter finns listade.